# 専門学校穴吹福祉医療カレッジ
専門学校穴吹福祉医療カレッジ（せんもんがっこうあなぶきふくしいりょうカレッジ）は、学校法人穴吹学園が運営する徳島県徳島市徳島町にあった専門学校。
2020年（令和2年）4月1日に専門学校徳島穴吹カレッジへ統合された。

## 沿革
- 2007年（平成19年）4月1日 - 香川県高松市に専門学校穴吹医療福祉カレッジを開校[2]。
- 2008年（平成20年）4月1日 - 高松市にあった専門学校穴吹医療福祉カレッジを専門学校穴吹パティシエ福祉カレッジと改称し、専門学校穴吹デザインビューティカレッジと共に専門学校穴吹医療福祉カレッジを新たに徳島市に開校[2]。
- 2020年（令和02年）4月1日 - 専門学校穴吹調理デザインビューティカレッジ・専門学校穴吹情報公務員カレッジと統合して専門学校徳島穴吹カレッジとなる[2]。

## 学科
- こども福祉学科
- こども福祉学科
- 医療情報管理学科
- 福祉医療事務学科

## 交通
- JR四国「徳島駅」より徒歩約15分。
- 徳島自動車道「徳島インターチェンジ」より車で約10分。